# Saeed Hanaei
Saeed Hanaei o Said Hanai : (Idioma persa سعید حنایی (5 de abril de 1962- 8 de abril de 2002) fue un asesino en serie iraní. Acusado de asesinar a dieciséis prostitutas, Saeed Hanaei, conocido como el “Asesino araña”, fue el más notorio asesino en serie del Irán posterior a la revolución islámica antes de ser superado por Mohammed Bijeh. A pesar de su historial homicida, Saeed Hanaei sin embargo, era respetado en su comunidad porque, como él, mucha gente creía que asesinar prostitutas era un paso esencial para limpiar las impurezas morales de la sociedad. Actuaba en Mashhad, la ciudad más sagrada de Irán.

## Vida personal
Hanaei nació el 5 de abril de 1962 en Mashhad, Irán. Tuvo una relación disfuncional con su madre, quien lo maltrató violentamente; Más tarde afirmó que ella lo arañaba con frecuencia lo suficientemente fuerte como para sacarle sangre e intentaba arrancarle trozos de carne de un mordisco, lo que puede haber tenido un gran impacto en el desarrollo de su mentalidad misógina.
Al momento de los crímenes, Saeed Hanaei vivía con su esposa y sus tres hijos mientras trabajaba como obrero de la construcción en Mashhad y sirvió como voluntario en la guerra entre Irán e Irak.

## Crímenes
Hanaei se centró en las prostitutas de su ciudad natal. A menudo su objetivo eran las drogadictas. La prensa iraní se refirió a los asesinatos como los "asesinatos de la araña" porque Hanaei atrajo a las mujeres a su casa, las estranguló y arrojó sus cuerpos en lotes baldíos y descampados. Mató a 16 mujeres entre agosto de 2000 y julio de 2001, cuando fue detenido por la policía.
Los asesinatos fueron los siguientes:

### 2000
- El 7 de agosto de 2000, Afsaneh Karimpour, una mujer de 30 años que tenía una hija de 9 años, desapareció.
- El 10 de agosto, una mujer llamada Layla fue encontrada estrangulada junto a la carretera Khin-e-Rab de Mashhad, cerca de unos arbustos de tomate.
- El 11 de agosto, en el barrio Sagradeshahr de Mashhad, se descubrió el cuerpo de una mujer llamada Fariba Rahimpur en un saco amarillo de arpillera. Ella también había sido estrangulada.

### 2001
- El 3 de enero de 2001, cerca de la Compañía Iran Khodro en Mashhad, una mujer llamada Massoumeh fue encontrada muerta.
- El 16 de febrero, frente a Iran Khodro, se descubrió el cuerpo de Sarah Rahmani, de 27 años, cubierto con un velo.
- El 29 de febrero, el cuerpo estrangulado de Azam Abdi, de 45 años, fue descubierto cerca de la carretera Khin-Arab.
- El 19 de marzo, el cuerpo de Sakineh Kayhanzadeh, de 50 años, fue descubierto en el noreste de Mashhad. Su cuerpo había sido envuelto en una tela negra.
- El 23 de marzo, el cuerpo de otra mujer, Khadijeh Full Qasri, que había sido estrangulada con un chal, fue encontrado en el pueblo de Dustabad cerca de Mashhad.
- El 12 de abril, en el borde de la carretera a Quchan, cerca de la plaza Shahid Fahmidah y la carretera Khane Ara, se descubrió el cuerpo de Marzieh Saadatyan, de 35 años, cubierto con un velo.
- El 14 de abril, el cuerpo de una mujer estrangulada de 35 años llamada Maryam fue encontrado envuelto en un velo.
- Al día siguiente, el cuerpo de otra mujer de 35 años llamada Touba fue encontrado en una posición similar.
- El 24 de abril, el cuerpo de Azra Hajizadeh, de 31 años, fue descubierto en la calle North Khayyam en Mashhad.
- El 3 de julio, el cuerpo de Maryam Beygi, de 28 años, fue descubierto en el bulevar Shaheed Mosavi en Mashhad, junto con los cuerpos de dos mujeres llamadas Shiva y Zahra. Las tres fueron estranguladas.
- El 11 de julio, se encontró en Mashhad el cuerpo de una mujer estrangulada de 20 años llamada Leila.
- El 24 de julio, el cuerpo de Mahboube Allah, de 18 años, fue descubierto en el antiguo camino de Quchan.
- En agosto, se encontró el cuerpo de Zahra Dadkhosravi, de 33 años, la última víctima del llamado por los medios de comunicación iraníes 'Asesino araña'.

## Motivos
Después de su arresto, Hanaei afirmó que estaba tratando de limpiar la ciudad de la corrupción moral y que Alá aprobaba su "trabajo". Afirmó en el tribunal que comenzó a matar a las meretrices después de que su esposa fuera confundida con una.

## Reacciones
Tras el arresto de Hanaei, algunos religiosos ultraconservadores excusaron, e incluso elogiaron, sus crímenes, argumentando que había tratado de "limpiar" a Irán de la corrupción moral.
"¿Quién ha de ser juzgado?" escribió el periódico conservador Jomhuri Islami. "¿Aquellos que buscan erradicar la enfermedad o aquellos que se encuentran en la raíz de la corrupción?" Tales sentimientos fueron expresados por los amigos comerciantes del asesino en el bazar de Mashhad, uno de los cuales dijo: "Hizo lo correcto. Debería haber continuado.”

## Ejecución
Hanaei fue declarado culpable y ahorcado en la madrugada del 8 de abril de 2002 en la prisión de Mashhad.

## En la ficción
El caso fue tema del documental de 2002 "Y llegó una araña" (And Along Came a Spider, en inglés), dirigido por Maziar Bahari, e incluye una entrevista con Hanaei. En 2020, Ebrahim Irajzad dirigió una película titulada Araña Asesina ( Killer Spider, en inglés), protagonizada por Mohsen Tanabandeh como Saeed y Sareh Bayat como la esposa de Saeed. En 2022, se estrenó otra película sobre su vida, Araña sagrada (Holy Spider, en inglés), protagonizada por Zar Amir Ebrahimi y Mehdi Bajestani, y dirigida por Ali Abbasi. Se filmó en Jordania y entró en la sección de competencia principal del Festival de Cine de Cannes de 2022.